# Sân vận động Polonia Bydgoszcz
Sân vận động Polonia (tiếng Ba Lan: Stadion Polonii Bydgoszcz) là một sân vận động đa năng ở Bydgoszcz, Ba Lan. Nó hiện đang được sử dụng chủ yếu cho các trận đấu tốc độ nhưng cũng tổ chức các trận đấu bóng đá và là sân vận động của đội Polonia Bydgoszcz. Sân vận động có sức chứa 20.000 người và được khai trương vào năm 1924 bởi chủ tịch Stanisław Wojciechowski.

## Lịch sử
Sân vận động đã tổ chức trận Chung kết của cả hai đội Speedway World Team Cup năm 1995 và Speedway World Cup 2014. Nó cũng đã tổ chức 16 sự kiện Speedway Grand Prix bao gồm trận chung kết của mùa giải 2008, thực tế được tổ chức với tên gọi FIM Final Speedway Grand Prix. Trận chung kết của Speedway Grand Prix đến từ Đức và được tổ chức tại Veltins-Arena ở Gelsenkirchen, tuy nhiên FIM cho rằng đường đua đó không an toàn do thời tiết khắc nghiệt (mặc dù Veltins-Arena có lắp đặt mái nhà có thể thu vào được đóng tại thời gian theo dõi) và GP được dàn dựng lại một tuần sau đó ở Bydgoszcz.
Nhà vô địch thế giới năm 2010 của Ba Lan, Tomasz Gollob là tay đua Grand Prix thành công nhất tại đường đua, giành 7 trong số 16 giải Grand Prix được tổ chức tại Bydgoszcz, bao gồm giải GP đầu tiên được tổ chức tại đây, Giải đua xe tốc độ 1998 của Ba Lan.
Đường đua tốc độ tại sân vận động có chiều dài 348 mét (381 thước Anh). Tomasz Gollob là người giữ kỷ lục với 60,11 giây cho một cuộc đua 4 vòng với khởi động ly hợp. Gollob lập kỷ lục của mình vào ngày 20 tháng 6 năm 1999.

## Chung kết thế giới Speedway

### Đội tuyển thế giới
- 1995 - Đan Mạch (Hans Nielsen / Tommy Knudsen / Brian Karger) - 28pts

### Cúp thế giới
- 2014 - Đan Mạch (Nicki Pedersen / Peter Kildemand / Mads Korneliussen / Niels-Kristian Iversen) - 38 điểm

## Đường đua tốc độ lớn
- 1998 Speedway Grand Prix của Ba Lan - Tomasz Gollob
- 1999 Speedway Grand Prix của Ba Lan II - Hans Nielsen
- 2000 Speedway Grand Prix của Châu Âu - Billy Hamill
- 2001 Speedway Grand Prix của Ba Lan - Jason Crump
- Speedway Grand Prix 2002 của Ba Lan - Tomasz Gollob
- 2003 Speedway Grand Prix của Ba Lan - Tomasz Gollob
- Speedway Grand Prix 2004 của Ba Lan - Tomasz Gollob
- 2005 Speedway Grand Prix của Ba Lan - Tomasz Gollob
- Speedway Grand Prix 2006 của Ba Lan - Nicki Pedersen
- Speedway Grand Prix 2007 của Ba Lan - Tomasz Gollob
- Speedway Grand Prix 2008 của Ba Lan - Greg Hancock
- Giải đua xe đạp chung kết FIM năm 2008 * - Tomasz Gollob
- Giải đua xe tốc độ 2009 của Ba Lan - Nicki Pedersen
- Speedway Grand Prix 2010 của Ba Lan - Andreas Jonsson
- Speedway Grand Prix 2013 của Châu Âu - Emil Sayfutdinov
- 2014 Speedway Grand Prix châu Âu - Krzysztof Kasprzak

* Sự kiện được tổ chức lại ở Bydgoszcz do FIM thông báo đường đua tại Veltins-Arena ở Gelsenkirchen, Đức không an toàn do thời tiết xấu. Khi được điều hành ở Ba Lan, nó được đổi tên thành "FIM Final Speedway Grand Prix".